# Station Gniewskie Pole
Station Gniewskie Pole is een spoorwegstation in de Poolse plaats Gniewskie Pole.